# Greeley (Kansas)
Pour les articles homonymes, voir Greeley.
Greeley est une ville américaine située dans le comté d'Anderson, au Kansas. Selon le recensement de 2010, sa population est de 302 habitants.